# 하시모토 치나미
하시모토 치나미(일본어: 橋本 ちなみ, 1966년 7월 17일 ~ )는 일본의 여자 성우이다. 나가노현 출신.

## 주요 출연작
- 4월은 너의 거짓말 - 여자아이
- 감옥학원 - 쿠리하라 치요
- 걸☆건 더블 피스 - 카미조노 마야
- 관희 챠이카 - 마을 처녀
- 노조×키미 - 수영부원
- 늑대소녀와 흑왕자 - 야마모토 카논
- 던전에서 만남을 추구하면 안 되는 걸까 - 미샤 플로트
  - 극장판 던전에서 만남을 추구하면 안 되는 걸까: 오리온의 화살 - 미샤 플로트
- 데스 퍼레이드 - 마치코의 친구
- 도메스틱 그녀 - 정원의 여성C
- 동방 로스트워드 - 일부 캐릭터
- 러브라이브! - 호노카의 동급생
- 마법사 프리큐어! - 에미리
- 마법소녀 특수전 아스카 - 하타 사야코
- 마탄의 왕과 바나디스 - 시녀
- 몬스터 스트라이크 - 데드 래빗 Ltb
- 미라클니키 - 제인(엠마)
- 백은의 의지 아르제보른 - 시오노 카오루
- 벽람항로 - 프린스 오브 웨일스
- 불쾌한 모노노케안 - 시즈쿠, 히노하라
- 사랑은 세계정복 후에 - 마가하라 우라미
- 사무라이 플라멩코 - 팬
- 사카모토입니다만? - 여학생
- 순결의 마리아 - 수잔느
- 식극의 소마 - 여자아이
- 신의 탑 - 선우 나래
- 스트라이크 더 블러드 - 배틀러의 인질 5인 중 한 명
- 아이돌커넥트 AsteriskLive - 이즈미 츠카사
- 약캐 토모자키 군 - 야마시타 유미코
- 얼터너티브 걸즈 - 히로세 코하루
- 에이지 오브 이슈타리아 - 네빌, 임헤텝, 쟉플로스, 바롤
- 오메가 라비린스 라이프 - 쿠온 모모
- 온게키 - 아이하라 츠바키
- 용왕이 하는 일! - 사다토 아야노
- 우마무스메 PRETTY DERBY - 파인 모션
- 유루유리 - 아즈마 시호코
- 이종족 리뷰어스 - 브릿츠
- 전함소녀 - 안토니오 다 노리
- 정령사의 검무 - 레이시아
- 트러블 다크니스 - 여학생
- 천진난만의 낙원 - 후지타 미치코
- 초인 고교생들은 이세계에서도 여유롭게 살아가나 봅니다! - 루
- 최근 여동생의 상태가 조금 이상한 것 같다만 - 칸자키 미츠키
- 파이어 엠블렘 히어로즈 - 프리실라(파이어 엠블렘), 레베카
- 프린세스 커넥트! & Re:Dive - 쿠라이시 에리코
- 하이스쿨 DxD - 아스타로트의 폰
- 학교생활! - 쿠루미의 동급생
- 함대 컬렉션 - 아이오와, 야마카제, 중추서희
- AKIBA'S TRIP - 쿠가 마시로
- DIVE!! - 사카이 토모키(少)
- FLOWERS - 호카마 미즈키
- Lostorage incited WIXOSS - 호무라 스즈코
- M3 ~그 검은 강철~ - 여자아이
- selector spread WIXOSS - 여학생
- SHIROBAKO - 엔도의 아내
- X2: 이클립스 - 코노하나

## 참고 자료
- “声優直筆 DATA FILE 2019 女性編 橋本ちなみ”. 《アニメディア》 (学研プラス) (2019年1月号): 36. 2018년 12월 10일.